# 34335 Ahmadismail
34335 Ahmadismail este o planetă minoră (asteroid) din centura de asteroizi. A fost descoperită pe 31 august 2000 la Experimental Test Site⁠(d) de Lincoln Near-Earth Asteroid Research. 
Obiectul prezintă o orbită caracterizată de o semiaxă mare de 2,7657517 UAi, o excentricitate de 0,14, o înclinație de 5,40734 ° în raport cu ecliptica.